# Bienvenida al pueblo, doctora
Bienvenida al pueblo, doctora es una serie de televisión alemana. Este drama romántico lo protagoniza la Dra. Fritzi Frühling (Inez Bjørg  David), una cirujana del corazón que vive en una gran ciudad, y que debido a una serie de circunstancias inesperadas que harán que su vida cambie, se trasladará a un pequeño pueblo donde comprobará que el estilo de vida del campo no está hecho para todo el mundo. En su país de origen se pudo ver en el canal RTL, y en España se estrena el 30 de marzo de 2014 en el canal Cosmopolitan TV.

## Sinopsis
La doctora Fritzi Frühling (Inez Bjørg David) trabaja como cirujana del corazón. Es una mujer joven, rubia y de éxito, por lo que su vida parece redonda. Pero todo cambiará de un día para otro cuando su novio le abandona y se casa con otra. Por si no fuera suficiente, su trabajo se va a pique y hereda una granja en un pequeño pueblo en algún lugar de Brandenburgo. 
Antes de que pueda darse cuenta se convierte en la nuevo médico local, un trabajo que le traerá retos completamente nuevos en lo profesional y también en lo personal. Y es que la doctora Frühling se reencontrará con su antiguo amor, el veterinario Falk (Bert Tischendorf), con el que la tensión será inevitable. Pero no será el único hombre con el que salten chispas, ya que también está su atractivo vecino Kai (Steve Windolf)...